# Romulea columnae
Romulea columnae o azafrán del Guadiana, es una planta de la familia de las iridáceas.

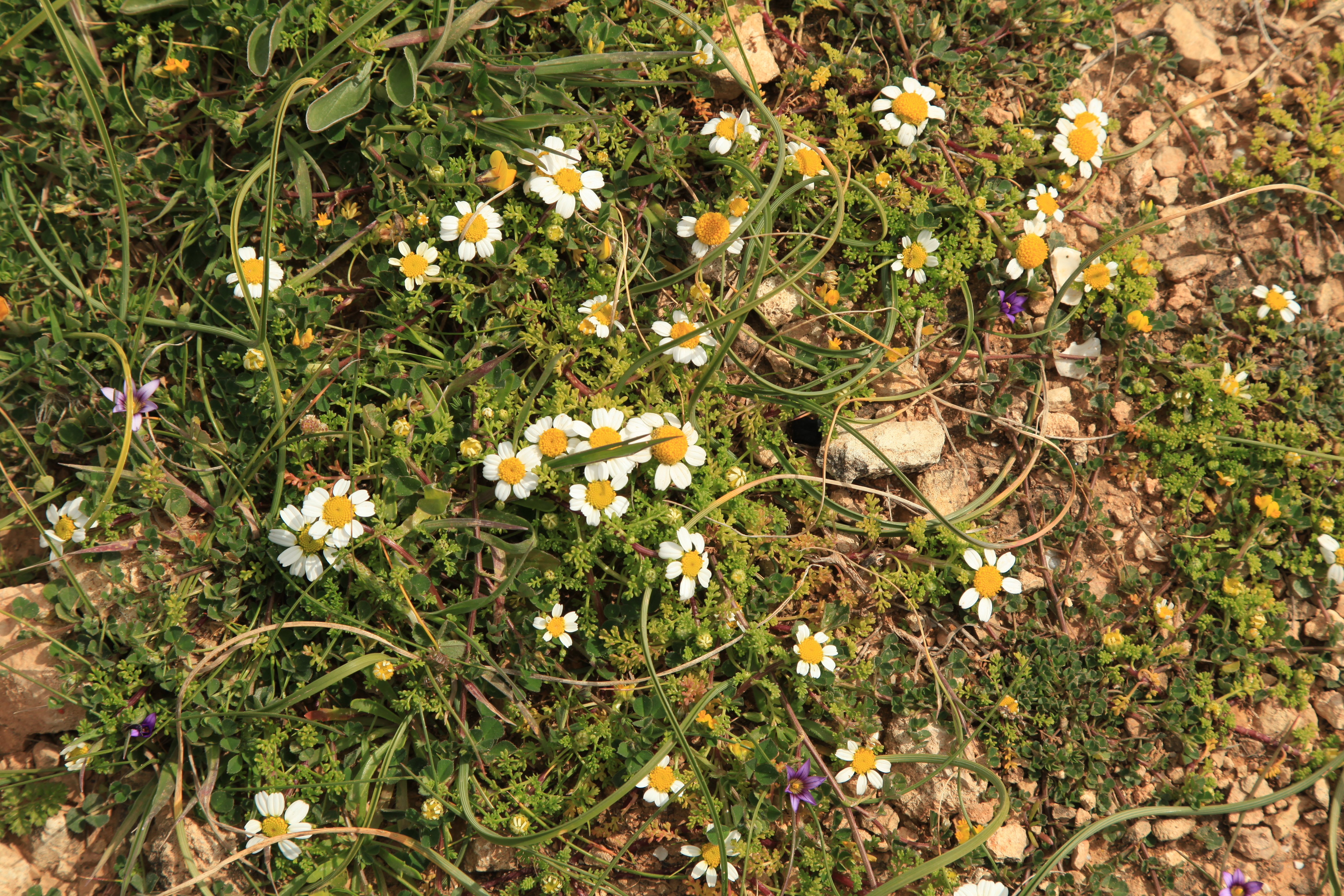
Vista de la planta

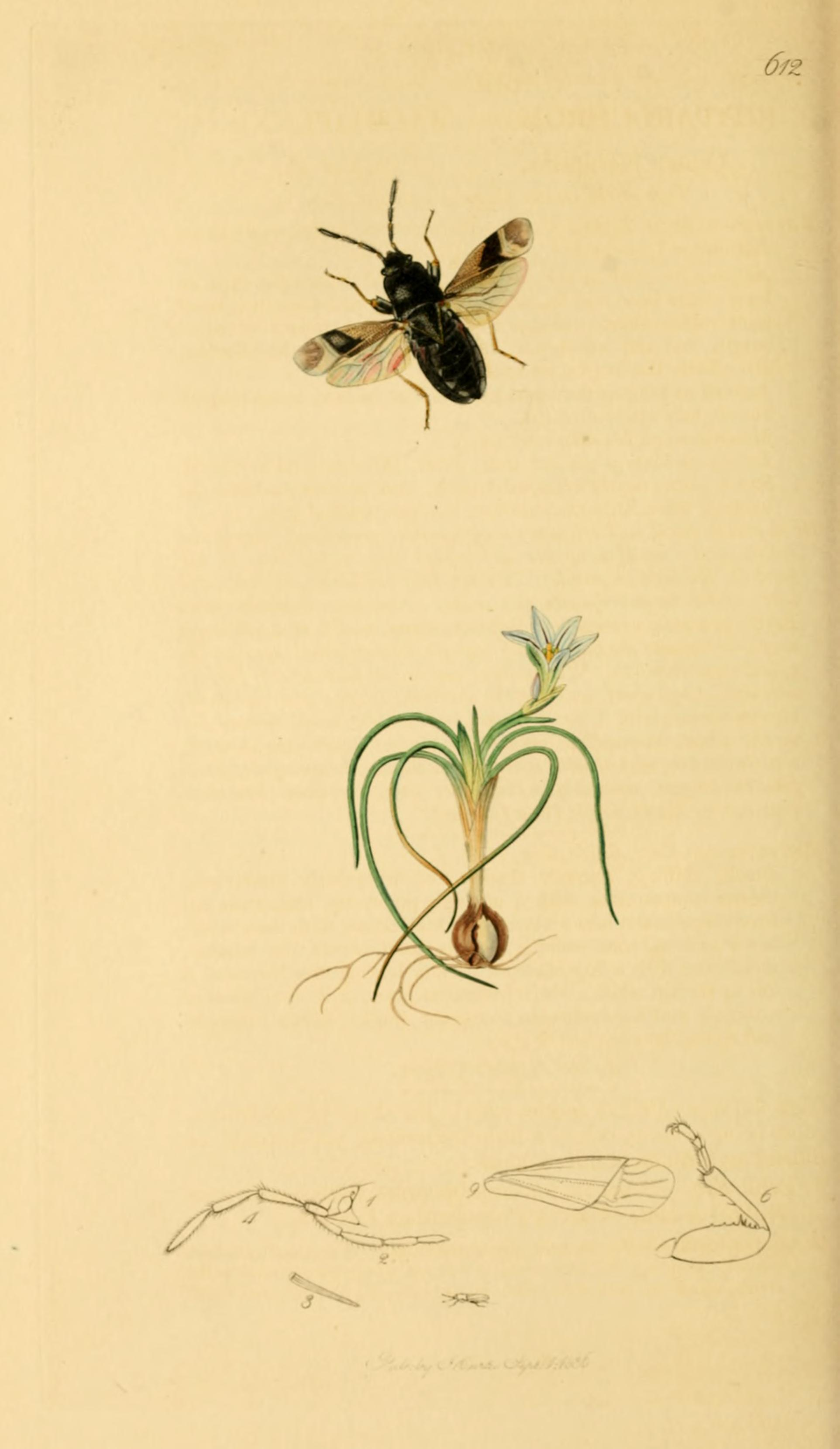
Ilustración

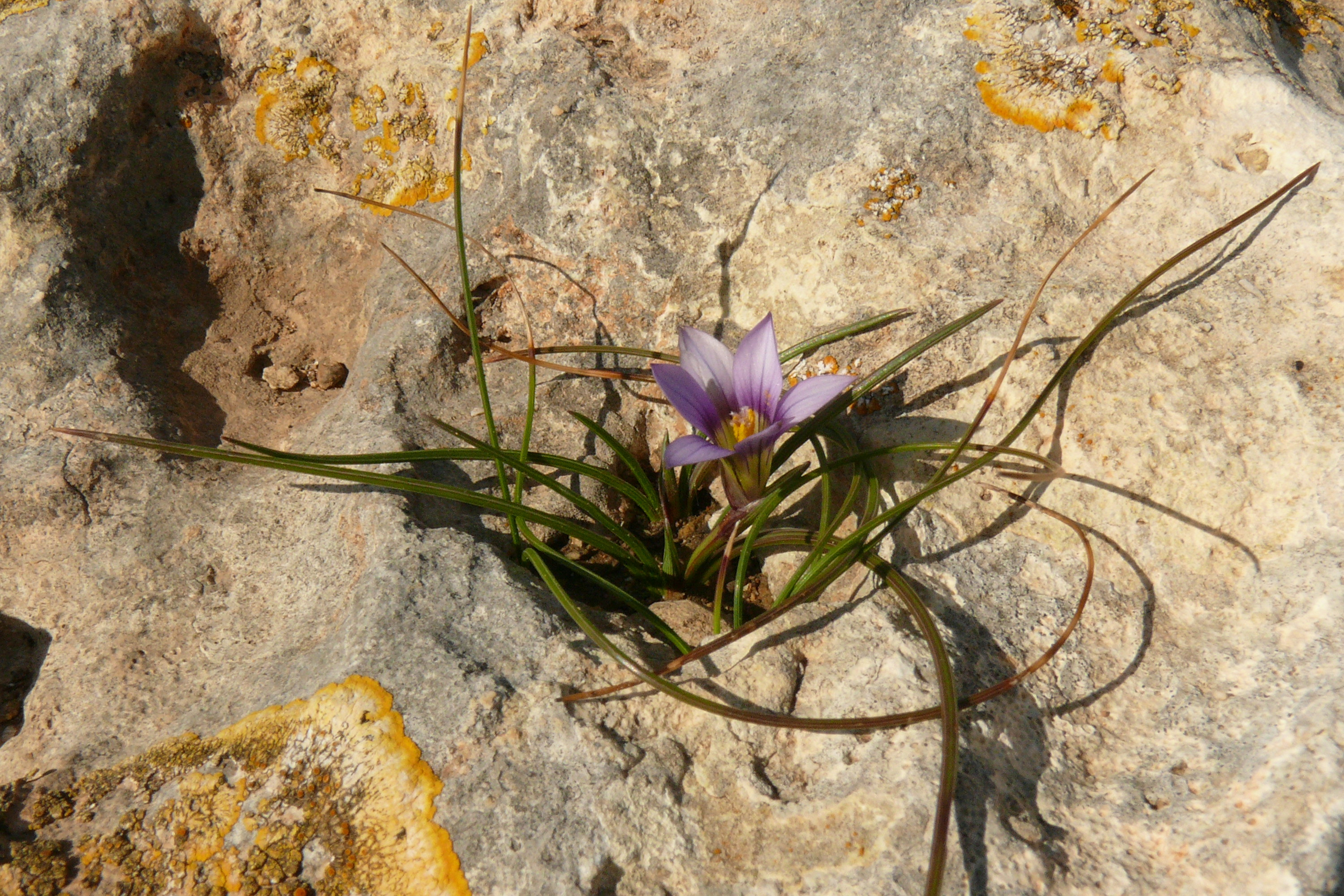
En su hábitat

## Descripción
Flores pequeñas, lila claro o violetas, amarillas hacia la base de 7-10 mm de diámetro, 1-3 en tallo corto. Hojas basales procedentes de 2 bulbos tuberosos con 1-6 hojas caulinares, cortas y erectas o largas. Tubo corolino de 2,5-5,5 mm, segementos de 1-2 cm lanceolados u oblanceolados, agudos. El fruto brota por encima del suelo. Florece en primavera.

## Distribución y hábitat
En Gran Bretaña, Francia, España, Grecia, Italia, Portugal y Turquía. En praderas secas en dunas y arrecifes.

## Taxonomía
Romulea columnae fue descrita por Sebast. & Mauri y publicado en Florae Romanae Prodromus 18 1818.
Etimología
Romulea: nombre genérico que fue nombrado en honor de Rómulo, el fundador de Roma en la leyenda.
columnae: epíteto latín especie dedicada a Fabius Columna (1567-1640), botánico italiano.
Variedades aceptadas
- Romulea columnae subsp. grandiscapa (Webb) G.Kunkel
- Romulea columnae subsp. rollii (Parl.) Marais

Sinonimia
- Bulbocodium columnae (Sebast. & Mauri) Kuntze
- Bulbocodium neglectum (Jord. & Fourr.) Kuntze
- Ixia columnae (Sebast. & Mauri) Schult.
- Ixia minima Ten.
- Ixia parviflora Salisb.
- Romulea armoricana Jord.
- Romulea assumptionis Font Quer
- Romulea basileleonis Sennen
- Romulea battandieri Bég.
- Romulea coronata (Merino) Merino
- Romulea coronata var. nivea (Merino) Merino
- Romulea corsica var. neglecta (Jord. & Fourr.) Nyman
- Romulea erythropoda Jord.
- Romulea longiscapa Tod. ex Lojac.
- Romulea longistyla Lojac.
- Romulea micrantha Tineo ex Lojac.
- Romulea minima (Ten.) Ten.
- Romulea modesta Jord.
- Romulea neglecta Jord. & Fourr.
- Romulea parlatorei Tod.
- Romulea parviflora Bubani
- Romulea ramiflora subsp. parlatorei (Tod.) K.Richt.	S
- Romulea saccardoana Bég.
- Romulea subalbida Jord. & Fourr.
- Trichonema columnae (Sebast. & Mauri) Rchb.
- Trichonema coronatum Merino
- Trichonema coronatum var. niveum Merino
- Trichonema minimum Ten.[6][7]